# 颱風龍王
颱風龍王（英語：Typhoon Longwang，國際編號：0519，聯合颱風警報中心：19W，菲律賓大氣地球物理和天文管理局：Maring）為2005年太平洋颱風季第十九個被命名的風暴。「龍王」一名由中國提供，是指中國的雨神——龍王。
由於龍王在台灣、中國大陆造成重大損失，因此「龍王」一名在2005年風季後被退役，由「海葵」替代。這是繼查特安、伊布都之後，第3個对名称来源国及其代管责任区造成严重灾害而被其名称来源国本国提出除名的西北太平洋熱帶氣旋名稱。

## 發展過程
龍王前身的低壓區於9月26日在日本硫黃島東南偏南335海里處形成；同日上午8時，聯合颱風警報中心開始為這風暴發出警報。9小時後，它增強為熱帶風暴（約相當於台灣的輕度颱風），並被命名為龍王。在9月27日上午9時，聯合颱風警報中心再把它升級為颱風。龍王其後持續增強，以西北偏西的移動方向趨向台灣。菲律賓大氣地理天文部門於9月29日將此風暴命名為Maring作菲律賓當地警報用途。
如對照萨菲尔-辛普森飓风等级，颱風龍王是先於9月27日增強為2級颱風，同日再增強為3級颱風。翌日下午1時，這風暴繼續增強為4級颱風。不過隨後強度逐漸減弱。
龍王於10月2日上午5時10分於台灣花蓮縣豐濱鄉登陸，登陸時花蓮氣象站測出了每秒64.9公尺（相當於17級以上）的最大陣風，打破花蓮氣象站有史以來的紀錄。同日10時於彰化縣大城鄉濁水溪口附近進入臺灣海峽，再由金門附近進入福建省廈門市思明區濱海街道。
由於同年稍早已有於台灣中央氣象局分級為強烈颱風的颱風海棠、颱風泰利侵襲台灣，龍王繼之而來，也使台灣本年繼1994年後，首次於同年間對3個以上強烈颱風發布陸上颱風警報。海棠、泰利及龍王3個颱風皆登陸台灣，也是自1965年以來，第一次在一年內有3個強烈颱風登陸台灣。

## 影響

### 中国大陆
截止2005年10月3日不完全统计，全省8个设区市、50个县（市、区）246.35万人受灾，紧急转移53.7万人，因山洪滑坡灾害死亡3人；倒塌房屋0.54万间；农作物受灾60.44千公顷，成灾26.14千公顷，绝收12.5千公顷；全省直接经济损失12.15亿元，水利设施直接经济损失1.52亿元。
台风带来的强降水造成山洪暴发，冲击福州市区，造成福州市区138平方公里受淹，最深达5米，96个居民小区停电，81条公交线路停运。火车站停运，铁路中断，高速公路被淹。直接经济损失达32.78亿元。
武警福建省总队直属的福州指挥学校新学员训练大队的多名武警学员被龙王造成的山洪沖走，最终证实有85人遇难。

### 臺灣
台灣有1個人被倒塌的房屋壓死，此外花蓮縣秀林鄉華祿溪還有1名黃姓青年農民失蹤。農漁牧損失約新台幣7.5億元。全台有約76萬戶停電。本次風災以花蓮縣災情最為嚴重。花莲秀林乡天祥站錄得雨量746.5毫米。
| 氣象測站 | 持續風力                | 持續風力          | 持續風力   | 持續風力   | 陣風                      | 陣風              | 陣風       | 陣風       | 備註                                                                                   |
| 氣象測站 | 發生時間                | 風暴名稱          | 風速 (m/s) | 蒲福氏風級 | 發生時間                  | 風暴名稱          | 風速 (m/s) | 蒲福氏風級 | 備註                                                                                   |
| -------- | ----------------------- | ----------------- | ---------- | ---------- | ------------------------- | ----------------- | ---------- | ---------- | -------------------------------------------------------------------------------------- |
| 臺北     | 1962年8月               | 歐珀 (Opal)       | 33         | 12級       | 1962年8月                 | 歐珀 (Opal)       | 49.1       | 15級       |                                                                                        |
| 澎湖     | 1949年9月               | 尼利 (Nelly)      | 37         | 13級       | 1986年8月                 | 韋恩 (Wayne)      | 68         | >17級      |                                                                                        |
| 恆春     | 1953年8月               | 莉泰 (Rita)       | 36         | 12級       | 2016年9月                 | 莫蘭蒂 (Meranti)  | 52.2       | 16級       |                                                                                        |
| 臺中     | 1969年9月               | 艾爾西 (Elsie)    | 21.7       | 9級        | 1969年9月                 | 艾爾西 (Elsie)    | 39         | 13級       |                                                                                        |
| 臺南     | 1952年11月              | 貝絲 (Bess)       | 31         | 11級       | 1987年9月                 | 傑魯得 (Gerald)   | 45.6       | 14級       |                                                                                        |
| 臺東     | 1965年6月               | 黛納 (Dinah)      | 43         | 14級       | 2016年7月8日上午4時36分   | 尼伯特 (Nepartak) | 57.2       | 17級       | 自1901年建站以來最大陣風紀錄                                                           |
| 花蓮     | 2005年10月2日上午5時8分 | 龍王 (Longwang)   | 45.2       | 14級       | 2005年10月2日上午5時12分  | 龍王 (Longwang)   | 64.9       | >17級      | 自1948年有觀測紀錄以來最大持續風力及最大陣風                                           |
| 高雄     | 1962年10月              | 黛納 (Dinah)      | 35.3       | 12級       | 1977年7月24日             | 賽洛瑪 (Thelma)   | 53         | 16級       | 此測站為屬署高雄氣象站，並非代表全高雄的測站，因此高雄測站測得最大陣風仍為賽洛瑪颱風。 |
| 鞍部     | 1971年7月               | 娜定 (Nadine)     | 43         | 14級       | 2015年9月28日下午5時23分  | 杜鵑 (Dujuan)     | 54.5       | 16級       | 自1937年建站以來最大陣風紀錄                                                           |
| 竹子湖   | 1977年7月               | 薇拉 (Vera)       | 42         | 14級       | 1985年8月                 | 尼爾森 (Nelson)   | 66         | >17級      |                                                                                        |
| 阿里山   | 1952年11月              | 貝絲 (Bess)       | 27.5       | 9級        | 2006年7月25日上午0時31分  | 凱米 (Kaemi)      | 38.1       | 13級       |                                                                                        |
| 日月潭   | 1956年9月               | 黛納 (Dinah)      | 25         | 10級       | 1986年8月                 | 韋恩 (Wayne)      | 54         | 16級       |                                                                                        |
| 玉山     | 1971年7月               | 娜定 (Nadine)     | 40         | 13級       | 2006年7月25日上午1時15分  | 凱米 (Kaemi)      | 51.5       | 16級       |                                                                                        |
| 彭佳嶼   | 1966年9月               | 寇拉 (Cora)       | 62.7       | >17級      | 1966年9月                 | 寇拉 (Cora)       | 80         | >17級      |                                                                                        |
| 宜蘭     | 1962年8月               | 歐珀 (Opal)       | 50.7       | 15級       | 1962年8月                 | 歐珀 (Opal)       | 66         | >17級      |                                                                                        |
| 新竹     | 1961年9月               | 波密拉 (Pamela)   | 33.4       | 12級       | 1961年9月                 | 波密拉 (Pamela)   | 42.7       | 14級       | 1991年遷至竹北現址                                                                     |
| 大武     | 1962年10月              | 黛納 (Dinah)      | 31.3       | 11級       | 2012年8月24日上午4時19分  | 天秤 (Tembin)     | 59.1       | 17級       |                                                                                        |
| 成功     | 2000年8月22下午10時47分 | 碧利斯 (Bilis)    | 52.3       | 16級       | 2000年8月22日下午10時41分 | 碧利斯 (Bilis)    | 78.4       | >17級      |                                                                                        |
| 蘭嶼     | 1961年5月               | 貝蒂 (Betty)      | 74.7       | >17級      | 2023年10月                | 小犬 (Koinu)      | 95.2       | >17級      |                                                                                        |
| 淡水     | 1961年9月               | 波密拉 (Pamela)   | 36.7       | 12級       | 1971年7月                 | 娜定 (Nadine)     | 46.9       | 15級       |                                                                                        |
| 基隆     | 1959年8月               | 瓊安 (Joan)       | 43         | 14級       | 1971年9月                 | 貝絲 (Bess)       | 67         | >17級      |                                                                                        |
| 東吉島   | 1986年8月               | 韋恩 (Wayne)      | 49.1       | 15級       | 1987年9月                 | 傑魯得 (Gerald)   | 70         | >17級      | 1962年建站                                                                             |
| 嘉義     | 1986年8月               | 韋恩 (Wayne)      | 27.5       | 10級       | 1986年8月                 | 韋恩 (Wayne)      | 42.7       | 14級       | 1968年建站                                                                             |
| 梧棲     | 1986年9月               | 艾貝 (Abby)       | 33         | 12級       | 2016年9月27日             | 梅姬 (Megi)       | 57.2       | 17級       | 1976年建站                                                                             |
| 蘇澳     | 1994年9月               | 葛拉絲 (Gladys)   | 40.2       | 13級       | 1994年9月                 | 葛拉絲 (Gladys)   | 68.6       | >17級      | 1981年建站                                                                             |
| 板橋     | 2015年8月8日上午3時23分 | 蘇迪勒 (Soudelor) | 19         | 8級        | 2015年8月8日上午3時19分   | 蘇迪勒 (Soudelor) | 36.7       | 12級       | 2002年建站                                                                             |
| 馬祖     | 2005年9月1日上午10時9分 | 泰利 (Talim)      | 24         | 9級        | 2015年8月8日下午2時16分   | 蘇迪勒 (Soudelor) | 48.9       | 15級       | 2003年建站                                                                             |
| 金門     | 2016年9月15日凌晨3時4分 | 莫蘭蒂 (Meranti)  | 42.2       | 14級       | 2016年9月15日凌晨2時57分  | 莫蘭蒂 (Meranti)  | 61.7       | >17級      | 2004年建站                                                                             |
| 新屋     | 2015年8月8日上午5時6分  | 蘇迪勒 (Soudelor) | 29.7       | 11級       | 2015年8月8日上午5時3分    | 蘇迪勒 (Soudelor) | 47         | 15級       | 2013年建站                                                                             |
| 田中     | 2024年7月25日下午6時分  | 凱米 (Gaemi)      | 9.6        | 5級        | 2024年7月25日下午6時26分  | 凱米 (Gaemi)      | 23.7       | 9級        | 2020年建站                                                                             |
| 新北     | 2023年8月4日上午1時分   | 康芮(Kong-rey)    | 13.3       | 6級        | 2023年8月4日上午1時48分   | 康芮(Kong-rey)    | 34.7       | 12級       | 2023年建站                                                                             |

## 熱帶氣旋警告使用紀錄

### 台灣
| 交通部中央氣象局 颱風警報 | 交通部中央氣象局 颱風警報 | 交通部中央氣象局 颱風警報 |
| ------------------------- | ------------------------- | ------------------------- |
| 上一熱帶氣旋              | 海上颱風警報              | 下一熱帶氣旋              |
| 中度颱風丹瑞              | 海上颱風警報              | 中度颱風珍珠              |
| 中度颱風卡努              | 陸上颱風警報              | 中度颱風珍珠              |

## 除名
由於颱風龍王在中國大陸造成嚴重災害，因此中國大陸提出除名的要求，並在2006年3月23日起舉辦「我給颱風起名字」活動，一個多月後徵集到了32147個符合要求又有中國特色的颱風名字，經過專家及民眾的推選，最終選出了5個颱風名字—“哪吒”、“海葵”、“水仙”、“麒麟”、“梧桐”。
2006年12月結束的世界氣象組織颱風委員會審議了中國提交的5個颱風新名字，最後專家們認為“海葵”的形象最合適。自2007年，由「海葵」取代「龍王」的名稱。

## 外部連結
- （日語）http://www.jma.go.jp/ （页面存档备份，存于） 日本氣象廳首頁
- （英文）http://www.usno.navy.mil/JTWC/ （页面存档备份，存于） 聯合颱風警報中心首頁
- （简体中文）https://web.archive.org/web/20120928121548/http://www.nmc.gov.cn/ 中央氣象台首頁
- （繁體中文）http://www.cwb.gov.tw/ （页面存档备份，存于） 中央氣象局首頁
- （繁體中文）http://www.hko.gov.hk/ （页面存档备份，存于） 香港天文台首頁
- （繁體中文）http://www.smg.gov.mo/ （页面存档备份，存于） 澳門地球物理暨氣象局首頁